# Силагадзе, Джемал Георгиевич
Джема́л Гео́ргиевич Силага́дзе (23 апреля 1948, Сочи, Краснодарский край, РСФСР, СССР — 13 мая 1991, под Псковом, РСФСР, СССР) — советский футболист, футбольный судья, футбольный тренер.

## Биография
Воспитанник сочинского футбола. В составе московского «Спартака» становился чемпионом СССР (1969), победителем Кубка СССР (1971), серебряным призёром чемпионата СССР (1968), бронзовым призёром чемпионата СССР (1970). За «Спартак» в чемпионате СССР провёл 90 матчей, забил 12 голов. В составе «Искры» чемпион РСФСР 1976 года, победитель зонального турнира второй лиги (1979).
Учился в Смоленском институте физкультуры; окончил Высшую школу тренеров.
После окончания карьеры футболиста работал тренером в команде «Искра» (Смоленск) (1981), главным тренером «Металлурга» (Липецк) (1986 — июнь 1987; победитель зонального турнира второй лиги 1986), главным тренером «Балтики» (Калининград) (1988), главным тренером «Светотехники» (Саранск) (1989), главным тренером «Искры» (Смоленск) (октябрь 1990—1991).
Погиб в автокатастрофе: автобус, перевозивший смоленскую команду, близ Пскова столкнулся с грузовым автомобилем; Силагадзе умер на месте, вратарь «Искры» Александр Новиков умер от полученных в этой аварии повреждений позже.